# Verordnung (EG) Nr. 1333/2008
Die Verordnung (EG) Nr. 1333/2008 ist eine Europäische Verordnung, die die Anforderungen für alle Arten von Lebensmittelzusatzstoffen in der Europäischen Union festlegt und dabei frühere Rechtsvorschriften sowohl auf europäischer als auch auf nationaler Ebene konsolidiert und ersetzt. Als europäische Verordnung ist sie nach Inkrafttreten unmittelbar in allen Mitgliedsstaaten gültig, eine Umsetzung in nationales Recht ist bei europäischen Verordnungen nicht notwendig. Einzig Bereiche, die durch die Verordnung nicht abgedeckt werden, dürfen weiterhin national geregelt werden. Die Verordnung umfasst Listen von allen zugelassenen Lebensmittelzusatzstoffen, die Bedingungen für ihre Verwendung und Vorgaben für die Kennzeichnung. Zudem vereinfacht sie das Genehmigungsverfahren.

## Geschichte
Vor der Einführung der Verordnung (EG) Nr. 1333/2008 gab es in der EU zahlreiche Einzelrichtlinien, die die Anforderungen in einzelnen Bereichen regelten:
- Richtlinie 62/2645/EWG für färbende Stoffe, die in Lebensmitteln verwendet werden dürfen (ersetzt durch Richtlinie 94/36/EG über Farbstoffe, die in Lebensmitteln verwendet werden dürfen)
- Richtlinie 64/54/EWG für  konservierende Stoffe, die in Lebensmitteln verwendet werden dürfen
- Richtlinie 65/66/EWG zur Festlegung spezifischer Reinheitskriterien für konservierende Stoffe, die in Lebensmitteln verwendet werden dürfen
- Richtlinie 70/357/EWG für Stoffe mit antioxydierender Wirkung, die in Lebensmitteln verwendet werden dürfen
- Richtlinie 74/329/EWG für Emulgatoren, Stabilisatoren, Verdickungs- und Geliermittel, die in Lebensmitteln verwendet werden dürfen
- Richtlinie 78/663/EWG zur Festlegung spezifischer Reinheitskriterien für Emulgatoren, Stabilisatoren, Verdickungs- und Geliermittel, die in Lebensmitteln verwendet werden dürfen
- Richtlinie 78/664/EWG zur Festlegung der spezifischen Reinheitskriterien für Stoffe mit antioxydierender Wirkung, die in Lebensmitteln verwendet werden dürfen
- Richtlinie 81/712/EWG zur Festlegung gemeinschaftlicher Analysemethoden für die Überwachung der Reinheitskriterien bestimmter Lebensmittelzusatzstoffe
- Richtlinie 89/107/EWG zur Angleichung der Rechtsvorschriften der Mitgliedstaaten über Zusatzstoffe, die in Lebensmitteln verwendet werden dürfen
- Richtlinie 89/398/EWG zur Angleichung der Rechtsvorschriften der Mitgliedstaaten über Lebensmittel, die für eine besondere Ernährung bestimmt sind

In den Jahren 1994/1995 wurden diese Rechtsvorschriften konsolidiert und in den drei folgenden Richtlinien zusammengefasst:
- Richtlinie 94/35/EG über Süßungsmittel, die in Lebensmitteln verwendet werden dürfen
- Richtlinie 94/36/EG über Farbstoffe, die in Lebensmitteln verwendet werden dürfen (ersetzt Richtlinie 62/2645/EWG)
- Richtlinie 95/2/EG über andere Lebensmittelzusatzstoffe als Farbstoffe und Süßungsmittel (ersetzt Richtlinien 64/54/EWG, 70/357/EWG, 74/329/EWG und 83/463/EWG)

Für diese wurden jeweils eine Richtlinie für Reinheitskriterien erlassen:
- Richtlinie 95/31/EG zur Festlegung spezifischer Reinheitskriterien für Süßungsmittel, die in Lebensmitteln verwendet werden dürfen
- Richtlinie 95/45/EG zur Festlegung spezifischer Reinheitskriterien für Lebensmittelfarbstoffe
- Richtlinie 96/77/EG zur Festlegung spezifischer Reinheitskriterien für andere Lebensmittelzusatzstoffe als Farbstoffe und Süßungsmittel

Um innerhalb der Europäischen Union den freien Warenverkehr einerseits und ein hohes Schutzniveau für Leben und Gesundheit der Menschen andererseits zu gewährleisten, wurde ein Großteil der oben aufgeführten Richtlinien in der neuen Verordnung (EG) Nr. 1333/2008 zusammengefasst und ergänzt. Im Rahmen der Umsetzung der Verordnung wurden folgende Richtlinien und Entscheidungen aufgehoben: Richtlinie 65/66/EWG, Richtlinie 78/663/EWG, Richtlinie 78/664/EWG, Richtlinie 81/712/EWG, Richtlinie 82/504/EWG, Richtlinie 89/107/EWG, Richtlinie 94/34/EG, Richtlinie 94/35/EG, Richtlinie 94/36/EG, Richtlinie Nr. 95/2/EG, Richtlinie 96/83/EG, Richtlinie 96/85/EG, Entscheidung Nr. 292/97/EG, Richtlinie 98/72/EG, Richtlinie 2001/5/EG, Entscheidung 2002/247/EG, Richtlinie 2003/52/EG, Richtlinie 2003/114/EG, Richtlinie 2003/115/EG, Richtlinie 2006/52/EG, Richtlinie 2009/163/EG und Richtlinie 2010/69/EU.
Seit Inkrafttreten wurde die Verordnung (EG) Nr. 1333/2008, insbesondere zur Anpassung der Anhänge, fast einhundertmal angepasst.

## Anwendung
Durch die Verordnung (EG) Nr. 1333/2008 wird europaweit einheitlich geregelt, dass nur Zusatzstoffe verkauft und in Lebensmitteln verarbeitet werden, die von der EU genehmigt wurden. Deren Dosierung sollte mit der geringsten Menge erfolgen, die zur Erzielung der gewünschten Wirkung benötigt wird und muss die akzeptierbare Tagesdosis und Anforderungen für spezielle Verbrauchergruppen berücksichtigen. Für unverarbeitete Lebensmittel sowie Säuglings- oder Kleinkindernahrung dürfen Lebensmittelzusatzstoffe grundsätzlich nicht verwendet werden. Bei der Verwendung von Zusatzstoffen in Lebensmittel muss dies eindeutig, durch Angabe der Bezeichnung und/oder E-Nummer, gekennzeichnet werden. Für Süßungsmittel und Farbstoffe gibt es besondere Bedingungen.
Zusatzstoffe, die zugelassen werden, dürfen kein Gesundheitsrisiko darstellen und dürfen nicht verwendet werden, um Verbraucher in die Irre zu führen. Entsprechend muss für deren Einsatz eine hinreichende Notwendigkeit bestehen und es dürfen keine anderen Methoden zur Verfügung stehen. Die Verwendung von Zusatzstoffen muss für die Verbraucher vorteilhaft sein, z. B. zur Erhaltung der ernährungsphysiologischen Qualität des Lebensmittels, für eine erleichterte Herstellung, Verarbeitung, Zubereitung, Behandlung, Verpackung, Beförderung oder Lagerung des Lebensmittels oder um besondere Ernährungsanforderungen zu erfüllen.
Diese Verordnung gilt für Verarbeitungshilfsstoffe (Stoffe, die zur Verarbeitung von Rohstoffen verwendet werden), Pflanzenschutzmittel, Nährstoffe, Lebensmittelzusatzstoffe und Stoffe zur Wasseraufbereitung nur, wenn diese als Lebensmittelzusatzstoff eingesetzt werden.

### Anhänge
Der Anhang I der Verordnung enthält die Definitionen der 27 Funktionsklassen, in welche Lebensmittelzusatzstoffe nach ihrer Anwendung unterteilt werden.
Im Anhang II, Teil B werden alle in der EU zugelassenen Lebensmittelzusatzstoffe zusammen mit der entsprechenden E-Nummer, unterteilt nach Farbstoffe, Süßungsmittel und Andere Zusatzstoffe,  aufgeführt. Lebensmittel, in denen (a) Zusatzstoffe nicht verwendet werden dürfen sind im Anhang II, Teil A, Tabelle 1, in denen (b) Farbstoffe nicht verwendet werden dürfen, sind im Anhang II, Teil A, Tabelle 2 aufgeführt. Dazu gehören u. a. unbehandelte Lebensmittel (gem. Art. 3 dieser Verordnung), Honig (gem. Richtlinie 2001/110/EG), Kaffee, Tee, verschiedene Milchprodukte, Mineralwässer (gem. Richtlinie 2009/54/EG), Zuckerarten (gem. Richtlinie 2001/111/EG), trockene Teigwaren (gem. Richtlinie 2009/39/EG) und Lebensmittel für Säuglinge und Kleinkinder (gem. Verordnung (EU) Nr. 609/2013). Zur Vereinfachung wird die Verwendung von Zusatzstoffen nicht für einzelne Lebensmittel, sondern für verschiedene Lebensmittelkategorien geregelt. Die Liste der Lebensmittelkategorien befindet sich im Anhang II, Teil D. Im Anhang II, Teil E befinden sich die Verwendungsbedingungen, einschließlich der Dosiermengen, für Lebensmittelzusatzstoffe geordnet nach Lebensmittelkategorien. Farbstoffe, die nach dem 1. August 2014 in Aluminiumlacken eingesetzt werden dürfen, sind im Anhang II, Teil A, Tabelle 3 aufgelistet.
Im Anhang III ist eine Liste, der für die Verwendung in Lebensmittelzusatzstoffen, -enzymen und -aromen sowie in Nährstoffen zugelassenen Zusatzstoffe, enthalten.
Der Anhang IV führt zulässige nationale Einschränkungen für traditionelle Erzeugnisse, wie Bier nach dem deutschen Reinheitsgebot, Mämmi nach finnischer oder Bergkäse nach österreichischer Tradition auf.
Im Anhang V werden die Lebensmittelfarbstoffe aufgeführt, für die bei der Kennzeichnung zusätzliche Angaben gemacht werden müssen.

### Ergänzende Vorschriften
Ergänzt wird diese Verordnung durch weitere EU-Verordnungen, die die Zugabe von Substanzen zu Lebensmitteln regeln, wie
- die Verordnung (EG) Nr. 1331/2008 über ein einheitliches Zulassungsverfahren für Lebensmittelzusatzstoffe, -enzyme und -aromen.
- die Verordnung (EG) Nr. 1332/2008 über Lebensmittelenzyme
- die Verordnung (EG) Nr. 1334/2008  über Aromen und bestimmte Lebensmittelzutaten mit Aromaeigenschaften
- die Verordnung (EU) Nr. 231/2012, die die Spezifikationen für die in den Anhängen II und III der Verordnung (EG) Nr. 1333/2008 aufgeführten Lebensmittelzusatzstoffe enthält.
- die Verordnung (EG) Nr. 1925/2006 (Anreicherungsverordnung), über die Zugabe von Vitaminen und Mineralstoffen
- die Verordnung (EU) 2019/934 über die zugelassenen Zusatzstoffe für Wein[5]

## Aufbau der Verordnung (EG) Nr. 1333/2008
- KAPITEL I GEGENSTAND, ANWENDUNGSBEREICH UND BEGRIFFSBESTIMMUNGEN
  - Artikel 1 Gegenstand
  - Artikel 2 Anwendungsbereich
  - Artikel 3 Begriffsbestimmungen
- KAPITEL II GEMEINSCHAFTSLISTEN DER ZUGELASSENEN ZUSATZSTOFFE
  - Artikel 4 Gemeinschaftslisten der Zusatzstoffe
  - Artikel 5 Verbot von nicht mit dieser Verordnung in Einklang stehenden Lebensmittelzusatzstoffen und/oder Lebensmitteln
  - Artikel 6 Allgemeine Bedingungen für die Aufnahme von Lebensmittelzusatzstoffen in die Gemeinschaftsliste und für die Verwendung der Lebensmittelzusatzstoffe
  - Artikel 7 Besondere Bedingungen für Süßungsmittel
  - Artikel 8 Besondere Bedingungen für Farbstoffe
  - Artikel 9 Einteilung der Lebensmittelzusatzstoffe nach Funktionsklassen
  - Artikel 10 Inhalt der Gemeinschaftslisten von Lebensmittelzusatzstoffen
  - Artikel 11 Festlegung der Verwendungsmengen
  - Artikel 12 Änderungen im Produktionsprozess oder in Ausgangsstoffen für einen Lebensmittelzusatzstoff, der bereits in der Gemeinschaftsliste aufgeführt ist
  - Artikel 13 Lebensmittelzusatzstoffe, die in den Anwendungsbereich der Verordnung (EG) Nr. 1829/2003 fallen
  - Artikel 14 Spezifikationen von Lebensmittelzusatzstoffen
- KAPITEL III VERWENDUNG VON ZUSATZSTOFFEN IN LEBENSMITTELN
  - Artikel 15 Verwendung von Zusatzstoffen in unverarbeiteten Lebensmitteln
  - Artikel 16 Verwendung von Lebensmittelzusatzstoffen in Säuglings- und Kleinkindernahrung
  - Artikel 17 Verwendung von Farbstoffen zur Kennzeichnung
  - Artikel 18 Migrationsgrundsatz
  - Artikel 19 Auslegungsentscheidungen
  - Artikel 20 Traditionelle Lebensmittel
- KAPITEL IV KENNZEICHNUNG
  - Artikel 21 Kennzeichnung von Lebensmittelzusatzstoffen, die nicht für den Verkauf an den Endverbraucher bestimmt sind
  - Artikel 22 Allgemeine Anforderungen an die Kennzeichnung von Lebensmittelzusatzstoffen, die nicht für den Verkauf an den Endverbraucher bestimmt sind
  - Artikel 23 Kennzeichnung von Lebensmittelzusatzstoffen, die für den Verkauf an den Endverbraucher bestimmt sind
  - Artikel 24 Anforderungen an die Kennzeichnung von Lebensmitteln, die bestimmte Lebensmittelfarbstoffe enthalten
  - Artikel 25 Sonstige Kennzeichnungsanforderungen
- KAPITEL V VERFAHRENSVORSCHRIFTEN UND DURCHFÜHRUNG
  - Artikel 26 Informationspflichten
  - Artikel 27 Überwachung der Aufnahme von Lebensmittelzusatzstoffen
  - Artikel 28 Ausschuss
  - Artikel 29 Gemeinschaftliche Finanzierung der Harmonisierung
- KAPITEL VI ÜBERGANGS- UND SCHLUSSBESTIMMUNGEN
  - Artikel 30 Erstellung der Gemeinschaftslisten der Zusatzstoffe
  - Artikel 31 Übergangsbestimmungen
  - Artikel 32 Neubewertung zugelassener Lebensmittelzusatzstoffe
  - Artikel 33 Aufhebung von Rechtsakten
  - Artikel 34 Übergangsbestimmungen
  - Artikel 35 Inkrafttreten
- ANHANG I Funktionsklassen von Lebensmittelzusatzstoffen in Lebensmitteln und Lebensmittelzusatzstoffen in Lebensmittelzusatzstoffen und -enzymen
- ANHANG II Gemeinschaftsliste der für die Verwendung in Lebensmitteln zugelassenen Lebensmittelzusatzstoffe und ihrer Verwendungsbedingungen
- ANHANG III Gemeinschaftsliste der für die Verwendung in Lebensmittelzusatzstoffen, -enzymen und -aromen zugelassenen Lebensmittelzusatzstoffe und ihrer Verwendungsbedingungen
- ANHANG IV Traditionelle Erzeugnisse, für die einzelne Mitgliedstaaten das Verbot der Verwendung bestimmter Klassen von Lebensmittelzusatzstoffen aufrechterhalten können
- ANHANG V Liste der Lebensmittelfarbstoffe nach Artikel 24, für die bei der Kennzeichnung von Lebensmitteln zusätzliche Angaben gemacht werden müssen